# Rio do Peixe (vattendrag i Brasilien, Goiás, lat -14,11, long -50,84)
Rio do Peixe är ett vattendrag i Brasilien.   Det ligger i delstaten Goiás, i den centrala delen av landet, 400 km nordväst om huvudstaden Brasília.
Omgivningen kring Rio do Peixe är huvudsakligen savann. Området är nästan obefolkat, med mindre än två invånare per kvadratkilometer.